# Basler HC 1911
Basler HC 1911 is een Zwitserse hockeyclub uit Bazel.
De club werd opgericht in 1911 en is daarmee de oudste club van Zwitserland. Zowel de mannen als de dames wonnen verscheidene keren het landskampioenschap.

## Erelijst

### Heren
- Landskampioen: 1924, 1978, 1979, 1988, 1991
- Zaalhockeykampioen: 1979, 1980, 1982, 1983, 1984, 1991, 1992
- Bekerwinnaar: 1977, 1980

### Dames
- Landskampioen (als Baslerdybli): 1957, 1958, 1965, 1973, 1976, 1981, 1982, 1983
- Zaalhockeykampioen: 1967, 1973, 1978, 1981, 1982, 1983, 1984, 1996
- Bekerwinnaar: 1966, 1978